# Mats Ek
Mats Ek, född 18 april 1945 i S:t Petri församling i Malmö, är en svensk koreograf och regissör.

## Biografi
Ek är son till skådespelaren Anders Ek och koreografen Birgit Cullberg samt bror till premiärdansören Niklas Ek och skådespelerskan Malin Ek. Han är gift med dansaren Ana Laguna.

### Teater och opera
Ek har genom livet pendlat mellan dansens och teaterns världar och ofta låtit formerna korsbefrukta varandra i sina många olika uppsättningar med en personlig blandning av grotesk, naiv komik och allvar. Sommaren 1962 studerade han dans för Donya Feuer och därefter gick han teaterlinjen på Mariebergs folkhögskola 1963-65. Under 1965 koreograferade han några dansinslag till teateruppsättningar på Riksteatern och Stockholms Parkteater. En viktig prägling för sitt konstnärskap fick han även av dockteaterns estetik, då han 1966-67 arbetade på Marionetteatern som dockspelare och inspicient. Här debuterade han också som regissör med det japanska no-teaterspelet Kagekiyo i oktober 1966, följt av Georg Büchners Woyzeck med brodern Niklas Ek och Christina Carlwind i gästroller hösten 1967. Den sistnämnda historien skulle han senare återvända till i dansverket Kalfaktorn. 1968 gjorde han koreografiinslag till pjäsen Christina på Stockholms stadsteater.
Därefter följde ett antal år på Kungliga Dramatiska Teatern 1967-72 som regiassistent åt Ingmar Bergman och Alf Sjöberg och regissör för sex egna produktioner, flera med såväl fadern Anders Ek som systern Malin Ek i rollistan; däribland Shakespeares Romeo och Julia 1971 med Börje Ahlstedt som Romeo och Malin Ek som Julia. 1973 övergick han till dansen, men har sedan 1990-talet återkommit som teaterregissör på såväl Dramaten som Stockholms stadsteater med till exempel den egna pjäsen Dans med nästan på Stadsteatern/Unga Klara 1993 och på Dramaten pjäser eller dansteateruppsättningar som Molières Don Juan, Andromaque, Shakespeares Köpmannen i Venedig, August Strindbergs Ett drömspel och Spöksonaten. 2014 följde en storproduktion på Stora scen, en dramatisering av Vilhelm Mobergs Utvandrarna. Han har även givit sig på operaregi med start 2007 med Glucks Orphée på Kungliga Operan. Ek gjorde inte Orphée till en gud utan till en äldre, halvt skallig man i kostym som sörjer sin fru och sitt förspillda liv. Hans idé från början var att man skulle översätta sångerna till svenska och kalla operan "Årfevs", men det gick inte.

### Dans
Från 1973 var Mats Ek dansare inom Cullbergbaletten. 1976 blev han dess koreograf. Han hann göra en hel del koreografier innan han tog över det konstnärliga ledarskapet mellan 1981 och 1993 (1981-83 delade han ledarskapet med Birgit Cullberg). 1974-75 dansade han vid Deutsche Oper am Rhein i Düsseldorf. Han har gjort koreografi för Kungliga Baletten sedan 1979 och verkat vid Nederlands Dans Theater i Haag till och från sedan 1980.
Hans stora genombrott som koreograf kom på Stora Teatern i Göteborg med Sankt Göran och draken 1978. Ek har gjort ett tjugotal dansverk för Cullbergbaletten, vissa av dem är internationellt uppmärksammade nytolkningar av klassiker som Giselle (1982) och Svansjön (1987). Bland Eks egna dansverk kan nämnas På Norrbotten, som baserade sig på folkmusikgruppen J.P. Nyströms musik. Föreställningen hade premiär i Malmbergets sporthall 1985 och sattes sedan upp av andra kompanier både i Warszawa och Verona.
Han har också gjort dansverk som blivit internationellt prisbelönade TV-produktioner, bland annat Hon var svart och Solo för två, som också vann en Emmy Award under titeln Rök med dansarna Sylvie Guillem och Niklas Ek. Törnrosa gjordes för TV 1999 och fick pris i såväl Prix Italia som The Golden Prague.
När Ek lämnade Cullbergbaletten 1993 hade han arbetat i ett flertal länder som frilansande koreograf och gästat danskompanier. Han har bland annat skapat baletter för Hamburgbaletten (Törnrosa, 1996) och Parisoperans balett (Appartement, 2000). Appartement har även visats i Stockholm under titeln Lägenhet 2004 på Operabaletten.
I november–december 2010 gjorde han även Casi Casa, en specialversion av Appartement med det unga danskompaniet La Danza Contemporanea de Cuba i Havanna, Kuba. Detta var ett oavlönat stödarbete för dansutvecklingen i Kuba för "att betala tillbaka för allt vad dansvärlden gett honom". Om detta arbete gjorde filmaren Susanna Edwards dokumentärfilmen Dance my heart out, som visades på SVT 2011. Arbetet, kultur- och åldersskillnader samt språkförbistring skapade vissa nya utmaningar i processen.

## Filmografi
- 1974 – En skugga (TV)
- 1982 – Giselle (TV)
- 1990 – Svansjön (TV)
- 1996 – Rök (TV)
- 1999 – Törnrosa (TV)

## Teater

### Regi och koreografi (ej komplett)
| År   | Produktion              | Upphovsmän          | Teater                           |
| ---- | ----------------------- | ------------------- | -------------------------------- |
| 1967 | Woyzeck                 | Georg Büchner       | Marionetteatern                  |
| 1969 | Andromake               |                     | Dramaten                         |
| 1969 | Karlsson på taket       |                     | Dramaten                         |
| 1970 | Leo Tolstojs testamente | Arne Törnqvist      | Dramaten                         |
| 1971 | Den skumme kyparen      |                     | Dramaten                         |
| 1971 | Romeo och Julia         |                     | Dramaten                         |
| 1972 | Vikingar                |                     | Dramaten                         |
| 1972 | En natt i februari      | Staffan Göthe       | Norrköping-Linköping stadsteater |
| 1984 | Våroffer                |                     |                                  |
| 1993 | Dans med nästan         |                     | Stockholms Stadsteater           |
| 1999 | Don Juan                |                     | Dramaten                         |
| 2002 | Andromaque              | Jean Racine         | Dramaten                         |
| 2004 | Köpmannen i Venedig     | William Shakespeare | Dramaten                         |
| 2007 | Ett drömspel            |                     | Dramaten                         |
| 2007 | Orphée                  |                     | Kungliga Operan                  |
| 2009 | Hållplats               |                     | Stockholms Stadsteater           |
| 2010 | Körsbärsträdgården      |                     | Dramaten                         |
| 2012 | Spöksonaten             | August Strindberg   | Dramaten                         |
| 2013 | Julia och Romeo         |                     | Kungliga Operan                  |
| 2014 | Utvandrarna             |                     | Dramaten                         |

### Roller
| År   | Roll  | Produktion                                        | Regi             | Teater          |
| ---- | ----- | ------------------------------------------------- | ---------------- | --------------- |
| 1961 | Räven | Oliver! Lionel Bart                               | Sven Aage Larsen | Oscarsteatern   |
| 1967 |       | Woyzeck Georg Büchner                             | Mats Ek          | Marionetteatern |
| 1967 |       | Högerom Summarum Agneta Pauli och Michael Meschke | Michael Meschke  | Marionetteatern |

## Priser och utmärkelser
- 1982 – Carina Ari-medaljen[14]
- 1993 – Svenska teaterkritikers förenings teaterpris
- 1999 – Prix Italia för dansfilmen Törnrosa
- 1999 – Expressens teaterpris
- 2001 – Medaljen Litteris et Artibus[15]
- 2001 – Teaterförbundets guldmedalj för "utomordentlig konstnärlig gärning"
- 2008 – Dramatens Ingmar Bergman-stipendium
- 2008 – Svenska Akademiens teaterpris
- 2008 – Svenska Dagbladets operapris
- 2011 – Cramér-medaljen[16]
- 2012 –  Kommendör av Arts et Lettres-orden[17]